# 近鉄6401系電車
近鉄6401系電車（きんてつ6401けいでんしゃ）とは、近畿日本鉄道（近鉄）が1950年5月に名古屋線の特急専用車として製造した電車の総称である。

## 製造経緯
現在の近鉄名古屋線は建設時の経緯などから、1959年（昭和34年）まで1,067 mm軌間（狭軌）であり、大阪線や山田線など、他の近鉄基幹路線の1,435 mm軌間（標準軌）とは異なっていた。このため名古屋線と大阪線系統は直通運転ができず、1950年代まで専用の狭軌車両が投入されてきた。本形式はそのひとつである。
1947年（昭和22年）に現在の近鉄特急網の起源となる「名阪特急」が運行を開始した当初、名古屋線では専用車両としてモ6301形（1937年〈昭和12年〉製造。近鉄の前身のひとつである関西急行電鉄〈関急電・関急〉が製造）を整備して投入した。この名阪特急は、戦後の混乱期において着席乗車が保証された快適性から乗客の好評を得、数年のうちに増発されることになったが、車両が不足する事態となり、新たに新造投入されることになったのが本形式である。
戦後の名古屋線系統では、6301形の流れを汲むデザインの電車が輸送力増強のため増備されていた。しかし、1947年（昭和22年）製造のモ6261形（7両、一部は当初モ6321形）は3扉の通勤車で車体の仕上げも粗悪であり、1948年（昭和23年）製造の2扉車モ6331形（10両）は固定クロスシートで、転換クロスシートの6301形と比較して設備の質で劣っていた。
このため、転換クロスシートの新車として本形式が新造されることになった。結果としては、戦前からの近鉄名古屋線電車の伝統的スタイルで製造された最後の形式となった。

## 諸元
基本的には既存のモ6301形等、名古屋線系統の在来車をベースにした設計の17m中型車で、制御電動車（モーター・運転台つき車両）のモ6401形が3両、制御車（モーターなし・運転台のみ設置車両）のク6551形が2両の計5両製造という少数派であった。
スタイルは6301系以来の名古屋線電車に踏襲された、正面貫通式で緩い曲面を持った前頭部と、薄い丸屋根、天地の大きい窓を備えた形態である。半鋼製車体のままであったが、一部リベット接合を残していたモ6301形とは異なり、技術の進歩から全車が溶接構造となっている。モ6401形は車両の両端に運転台が備えられた両運転台車であった。
モ6301形が一般車両からの格上げ改造車であったため、座席の一部がロングシートであったのに対し、6401系ではオール転換クロスシートとなった。またク6551では室内灯に近鉄で初めて(私鉄特急電車としても日本では初めて)蛍光灯が使われたのも新機軸で、明るい車内を実現した。
制御装置・主電動機は、日立製作所製のMMC・多段式電動カム軸式制御器と、三菱電機MB-148AFモーター（112kW）を装備した。従来、6301形や6311形・6331形などに三菱の単位スイッチ制御器を多く用いてきた近鉄ではあるが、戦後の運輸省規格形電車導入に際しては日立のMMC制御器が多く使われ、名古屋線でも既にモ6261形に日立MMCを搭載した実績があった。6401系以降も、名古屋線車両ではMMC・VMC制御器などの日立系制御器がしばしば使われるようになった（コストやスペースから言えば自動加速制御器としては電動カム軸式の方が有利である）。
一方でブレーキ装置はモ6301形と同じく通常型の自動空気ブレーキ（AMA形）とし、運用の便宜上モ6301形等とも併結が可能なようにしていた。台車は日本車輌製造のD18形イコライザー台車というやや旧式なタイプで、日本における完全な新製車両としては最も遅い時期のイコライザー台車採用例の一つと見られる。
モ6401形は両運転台車であったことからトイレが備えられておらず、特急運用につく際には常にそれらが備えられた伊勢電気鉄道（伊勢電、近鉄名古屋線の桑名駅～江戸橋駅間を建設した会社）が1930年に製造したク6471形を併結していた。

## 運用
当初は名古屋線近鉄名古屋駅 - 伊勢中川駅間の特急運用に投入され、1953年から増備された19m級の特急車6421系に互して運用されたが、1957年からの6421系冷房化改造と、1958年に20m級・冷房・空気バネ付特急車の6431系が増備されたことで、非冷房の本形式はシートラジオ受信機が装備されたものの、予備車的存在となった。
1959年の名古屋線改軌時も台車を標準軌用シュリーレンに履き替えて名古屋線に残留したが、1961年に10100系「ビスタII世」が増備されると特急運用から完全に離脱し、シートラジオ受信機も取り外されて一般車に格下げされた。
格下げに伴いセミクロスシート化改造（ク6551はロングシート化）なども施工されたが、基本的には塗色以外は登場当初の外観を保ったまま名古屋線の急行・普通運用に充当され、1976年から1979年にかけて廃車となった。